# Parrya stenocarpa
Parrya stenocarpa är en korsblommig växtart som beskrevs av Grigorij Silych Karelin och Ivan Petrovich Kirilov. Parrya stenocarpa ingår i släktet Parrya och familjen korsblommiga växter. Inga underarter finns listade i Catalogue of Life.